# Grzebień (wieś)
Grzebień – wieś w Polsce położona w województwie łódzkim, w powiecie radomszczańskim, w gminie Radomsko.
W latach 1975–1998 miejscowość administracyjnie należała do województwa piotrkowskiego.
Siedziba sołectwa.